# Prémio Pulitzer de Reportagem Internacional
Este Prémio Pulitzer tem sido entregue desde 1942 a um exemplo notável de reportagem sobre assuntos internacionais, incluindo correspondência nas Nações Unidas. Nos seus primeiros seis anos (1942–1947), foi designado por Prémio Pulitzer de Reportagem Telegráfica - Internacional.

## Lista de vencedores do Prémio Pulitzer de Reportagem Telegráfica - Internacional
- 1942: Laurence Edmund Allen, Associated Press, "pela reportagem sobre a Frota Britânica Mediterrânica."
- 1943: Ira Wolfert, North American Newspaper Alliance, "por uma série de artigos sobre a Campanha nas Ilhas Salomão."
- 1944: Daniel De Luce, Associated Press, "for his distinguished reporting during the year 1943."
- 1945: Mark S. Watson, The Baltimore Sun, "pela sua reportagens notáveis a partir de Washington, Londres e das frentes Francesa e Italiana em 1944."
- 1946: Homer William Bigart, New York Herald Tribune, "pelas reportagens de guerra importantes a partir do Pacífico."
- 1947: Eddy Gilmore, Associated Press, "pela sua correspondência a parti de Moscovo em 1946."

## Lista de vencedores do Prémio Pulitzer de Reportagem  Internacional
- 1948: Paul W. Ward, Baltimore Sun, "pela sua série de artigos publicados em 1947 sobre 'A Vida na União Soviética.'"
- 1949: Price Day, Baltimore Sun, "pela sua série de 12 artigos intitulados, 'Teste em Liberdade: Índia e o seu Primeiro Ano de Independência.'"
- 1950: Edmund Stevens, Christian Science Monitor, "pela sua série de 43 artigos escritos numa residência de três anos em Moscovo intitulada, 'Esta é a Rússia Sem Censura.'"
- 1951: Keyes Beech (Chicago Daily News); Homer Bigart (New York Herald Tribune); Marguerite Higgins (New York Herald Tribune); Relman Morin (Associated Press); Fred Sparks (Chicago Daily News); e Don Whitehead (Associated Press), "pelas suas reportagens sobre a Guerra da Coreia."
- 1952: John M. Hightower, Associated Press, "pela qualidade sustentada da sua cobertura de notícias de assuntos internacionais durante o ano."
- 1953: Austin Wehrwein, Milwaukee Journal, "por uma série de artigos sobre o Canadá."
- 1954: Jim G. Lucas, Scripps-Howard Newspapers, "pela sua reportagem notável do interesse da linha da frente humana da Guerra da Coreia, o cessar-fogo e as trocas de prisioneiros de guerra, fazendo o clímax de 26 meses de serviço significante como correspondente de guerra."
- 1955: Harrison E. Salisbury, New York Times, "pela sua série significativa de artigos, 'Russia Re-Viewed,' baseada nos seus seis anos como correspondente na Rússia. Os artigos Salisbury perceptivos e bem escritos fizeram uma contribuição valiosa para a compreensão Norte-americana do que se estava a passar no interior da Rússia. Isto deveu-se principalmente à larga escala de assuntos do escritor e profundidade do background juntamente com um número de iluminadoras fotografias que tirou."
- 1956: William Randolph Hearst Jr., J. Kingsbury-Smith e Frank Conniff, International News Service, "por uma série de entrevistas exclusivas com o líderes da União Soviética."
- 1957: Russell Jones, United Press, "pela sua cobertura excelente e sustentada da revolta Húngara contra o domínio Comunista, durante a qual trabalhou sob enorme risco pessoal na Budapeste ocupada pelos Russos e deu reportagens com testemunhos da linha da frente da cruel repressão soviética sobre as pessoas húngaras."
- 1958: Redacção do New York Times, "pela sua cobertura expressiva das notícias estrangeiras, que se caracterizou pela capacidade admirável de iniciativa, continuidade e elevada qualidade durante o ano."
- 1959: Joseph Martin e Philip Santora, New York Daily News, "pela sua série exclusiva de artigos revelando a brutalidade do governo Batista em Cuba muito antes da sua queda e prevendo o triunfo do partido da revolução Cubana liderado por Fidel Castro."
- 1960: A.M. Rosenthal, New York Times, "pela sua reportagem perceptiva e competente a partir da Polónia. A expulsão subsequente do Sr. Rosenthal do país foi atribuída pelo porta-voz do governo Polaco à profundidade da sua reportagem nos assuntos polacos, não havendo qualquer acusação de falsa comunicação."
- 1961: Lynn Heinzerling, Associated Press, "pela sua reportagem em condições extraordinariamente difíceis sobre as etapas iniciais da crise no Congo e pelas suas análises apuradas de eventos noutras partes de África."
- 1962: Walter Lippmann, New York Herald Tribune Syndicate, "pela sua entrevista de 1961 com o Premier Soviético Khrushchev, ilustrativo da longa e distinta contribuição de Lippmann ao jornalismo Norte-americano."
- 1963: Hal Hendrix, Miami News, "pela sua reportagem persistente que revelou, numa fase inicial, que a União Soviética tinha instalado plataformas de lançamento de mísseis em Cuba e enviado um grande número de aeronaves MIG-21."
- 1964: Malcolm W. Browne da Associated Press e David Halberstam do New York Times, "pela sua reportagem individual da Guerra do Vietname e a derrubada do regime Diem."
- 1965: J. A. Livingston, Philadelphia Bulletin, "pelas suas reportagens sobre o crescimento da independência económica dos satélites da Rússia no Leste Europeu e a sua análise do seu desejo  de retomar o comércio com o Oeste."
- 1966: Peter Arnett, Associated Press, "pela sua cobertura da guerra no Vietname."
- 1967: R. John Hughes, Christian Science Monitor, "pela sua reportagem minuciosa sobre a tentativa do golpe Comunista na Indonésia em 1965-1966."
- 1968: Alfred Friendly, Washington Post, "pela sua cobertura da Guerra do Médio Oriente em 1967."
- 1969: William Tuohy, Los Angeles Times, "pela sua correspondência na Guerra do Vietname em 1968."
- 1970: Seymour M. Hersh, Dispatch News Service, "pela sua revelação exclusiva da tragédia da Guerra do Vietname na aldeia de My Lai."
- 1971: Jimmie Lee Hoagland, Washington Post, "pela sua cobertura da luta contra o Apartheid na África do Sul."
- 1972: Peter R. Kann, Wall Street Journal, "pela sua cobertura da Guerra Indo-Paquistanesa de 1971."
- 1973: Max Frankel, New York Times, "pela sua cobertura da visita à China do Presidente Nixon em 1972."
- 1974: Hedrick Smith, New York Times, "pela sua cobertura da União Soviética e os seus aliados na Europa do Leste em 1973."
- 1975: William Mullen, repórter, e Ovie Carter, fotógrafo, Chicago Tribune, "pela sua cobertura da fome em África e Índia."
- 1976: Sydney H. Schanberg, New York Times, "pela sua cobertura da tomada de poder comunista no Camboja, desenvolvida sob enorme risco quando decidiu ficar no seu posto após a queda de Phnom Penh."
- 1977: Não foi entregue o prémio
- 1978: Henry Kamm, New York Times, "pelas suas histórias sobre os refugiados da Indochina, 'Vietnamese boat people'."
- 1979: Richard Ben Cramer, The Philadelphia Inquirer, "pelas reportagens no Médio Oriente."
- 1980: Joel Brinkley, repórter e Jay Mather, fotógrafo do Louisville Courier-Journal, "pelas histórias a partir do Camboja."
- 1981: Shirley Christian, Miami Herald, "pelos seus despachos a partir da América Central."
- 1982: John Darnton, New York Times, "pelas suas reportagens a partir da Polónia."
- 1983: Thomas L. Friedman e Loren Jenkins, New York Times e Washington Post respectivamente, "pelas suas reportagens individuais da invasão israelita de Beirute e as suas consequências trágicas."
- 1984: Karen Elliott House, Wall Street Journal, "pela sua série extraordinária de entrevistas com o Rei Hussein da Jordânia que antecipou correctamente os problemas com que se iria confrontar a administração Reagan no plano de paz do Médio Oriente."
- 1985: Josh Friedman e Dennis Bell, repórteres, e Ozier Muhammad, fotógrafo, Newsday, "pela sua série sobre a situação de fome em África."
- 1986: Lewis M. Simons, Pete Carey e Katherine Ellison, San Jose Mercury News, "pela sua série de Junho de 1985 que documentou as enormes transferências de riqueza do Presidente Marcos e os seus associados, tendo um impacto directo nos desenvolvimentos políticos subsequentes nas Filipinas e nos Estados Unidos."
- 1987: Michael Parks, Los Angeles Times, "pela sua cobertura equilibrada e abrangente da África do Sul."
- 1988: Thomas L. Friedman, New York Times, "pela cobertura equilibrada e informada de Israel."
- 1989: Bill Keller, New York Times, "pela cobertura engenhosa e detalhada dos eventos na U.S.S.R."
- 1989: Glenn Frankel, Washington Post, "pela reportagem sensível e equilibrada a partir de Israel e do Médio Oriente."
- 1990: Nicholas D. Kristof e Sheryl WuDunn, New York Times, "pela reportagem bem informada a partir da China sobre o movimento de massas para a democracia e a subsequente repressão."
- 1991: Caryle Murphy, Washington Post, "pelos seus despachos a partir do Koweit ocupado, alguns dos quais realizados enquanto se escondia das autoridades iraquianas."
- 1991: Serge Schmemann, New York Times, "pela sua cobertura da reunificação da Alemanha."
- 1992: Patrick J. Sloyan, Newsday, "pela sua reportagem da Guerra do Golfo Persa, conduzida após o fim da guerra, que revelou novos detalhes sobre aas tácticas Norte-americanas no campo de batalha e incidentes de fogo amigo."
- 1993: John F. Burns, New York Times, "pela sua cobertura corajosa e minuciosa da destruição de Sarajevo e os matanças bárbaras na guerra da Bósnia e Herzegovina."
- 1993: Roy Gutman, Newsday, "pela sua reportagem corajosa e persistente que revelou atrocidades e violações dos direitos humanos na Croácia e Bósnia e Herzegovina."
- 1994: Redacção do The Dallas Morning News, "pela sua série examinando a epidemia da violência contra as mulheres em muitas nações. "
- 1995: Mark Fritz, Associated Press, "pela sua reportagem sobre a violência étnica e chacina no Ruanda."
- 1996: David Rohde, Christian Science Monitor, "pela sua reportagem persistente no local do massacre de milhares de muçulmanos bósnios em Srebrenica."
- 1997: John F. Burns, New York Times, "pela sua cobertura corajosa e perspicaz do regime pungente imposto pelos Talibãs no Afeganistão."
- 1998: Redacção do New York Times, "pela sua série reveladora que descreveu os efeitos corrosivos da corrupção da droga no México."
- 1999: Redacção do Wall Street Journal, "pela sua cobertura aprofundada e analítica da crise russa financeira de 1998."
- 2000: Mark Schoofs, Village Voice, "pela sua série provocante e enriquecedora da crise da SIDA em África."
- 2001: Ian Denis Johnson, Wall Street Journal, "pelas suas histórias reveladoras sobre as vítimas da repressão brutal do movimento Falun Gong pelo governo chinês e as implicações dessa campanha no futuro."
- 2001: Paul Salopek, Chicago Tribune, "pela sua reportagem sobre os conflitos políticos e epidemias de doenças  que assolam África, testemunhado em primeira mão quando viajou, algumas vezes de canoa, através das regiões do Congo controladas por rebeldes."
- 2002: Barry Bearak, New York Times, "pela sua cobertura profunda e comovente da vida quotidiana no Afeganistão devastado pela guerra."
- 2003: Kevin Sullivan e Mary Jordan, Washington Post, "pela sua revelação das condições horríveis do sistema de justiça criminal do México e como estas afectam as vidas quotidianas das pessoas."
- 2004: Anthony Shadid, Washington Post, pela sua capacidade extraordinária de capturar, sob perigo pessoal, as vozes e emoções dos iraquianos, enquanto o seu país era invadido, o seu líder derrubado e seu modo de vida virado do avesso.
- 2005: Kim Murphy do Los Angeles Times, "pela sua cobertura eloquente e de larga escala da luta da Rússia de lidar com os terrorismo, melhorar a economia e fazer com que a democracia funcione."
- 2005: Dele Olojede do Newsday, Long Island, "pelo seu olhar novo e assombrado do Ruanda uma década após as violações sexuais e a chacina genocida da tribo Tutsi."
- 2006: Joseph Kahn e Jim Yardley do New York Times, "pelas suas histórias ambiciosas sobre a justiça irregular na China à medida que o sistema legal em crescimento do país se desenvolve."
- 2007: Redacção do The Wall Street Journal, "pelas reportagens sobre o impacto adversos do capitalismo chinês."
- 2008: Steve Fainaru do The Washington Post, "pelas suas série altamente reportada sobre os mercenários no Iraque que operam fora da maioria das leis que governam as forças Norte-americanas."
- 2009: Redacção do The New York Times, "pela sua cobertura magistral e inovadora dos desafios militares e políticos mais profundos dos Estados Unidos no Afeganistão e Paquistão, reportagens frequentemente realizadas sob condições perigosas".
- 2010: Anthony Shadid do The Washington Post, "pela sua série rica e lindamente escrita sobre o Iraque, enquanto os Estados Unidos se retiram e as suas pessoas e líderes lutam para lidar com o legado da guerra e a moldar o futuro da nação."
- 2011: Clifford J. Levy e Ellen Barry do The New York Times, "pela sua reportagem obstinada que põe uma cara humana no sistema de justiça esmorecido na Rússia, influenciando notavelmente a discussão dentro do país."
- 2012: Jeffrey Gettleman do The New York Times,  "pelos seus relatos vívidos, muitas vezes sob perigo pessoal, da fome e conflitos no Leste de África, uma parte negligenciada mas incrivelmente estratégica do mundo."
- 2013: David Barboza do The New York Times,  "pela sua revelação impressionante da corrupção em altos níveis no governo chinês."
- 2014: Jason Szep e Andrew R. C. Marshall da Reuters "pelos seus relatos corajosos da perseguição violenta dos Rohingya, uma minoria muçulmana no Myannmar que, no esforço de fugir do país, tornavam-se, muitas vezes, vítimas de redes predatórias de tráfico humano."[1]
- 2015: Redacção do The New York Times "pela reportagens corajosas da linha da frente e histórias humanas vívidas sobre o Ébola em África, envolvendo o público com o âmbito e os detalhes do surto enquanto manteve as autoridades responsáveis."[2]
- 2016:Alissa J. Rubin do The New York Times, "Pela reportagem minuciosa e escrita envolvente que deu voz às mulheres afegãs que foram forçadas a suportar crueldades indescritíveis."[3]